# Léonnie Kandolo
Pour les articles homonymes, voir Kandolo.
Léonnie Kandolo Omoyi, née le 29 octobre 1960 à Kinshasa en République Démocratique du Congo, est une personnalité politique congolaise, consultante et formatrice dans le cadre des droits de l'homme ; elle est ministre du Genre, de la Famille et de l’Enfant au sein du gouvernement Suminwa.

## Biographie
Léonnie Kandolo est née en république démocratique du Congo,,,,. Elle est la fille de Damien Kandolo, premier PDG de la Générale congolaise des minerais (GECOMIN, qui deviendra plus tard la Gécamines). À l'âge de 3 ans, elle part pour la Belgique et passe son enfance et son adolescence à Bruxelles, élevée par une famille belge, elle ne rentre que pendant les vacances au Zaïre.
Elle obtient une licence en gestion et marketing en 1982 à l’Institut des hautes études économiques et sociales de Bruxelles.
En 1998, son mari avec qui, elle a eu ses enfants, meurt à Lubumbashi.

## Carrière
En 1982, elle retourne au Zaïre, puis commence sa carrière professionnelle à SOZACOM, elle y passe trois années avant d'aller à Lubumbashi, où elle dirige l'imprimerie familiale Impaza,. Elle est ensuite élue vice-présidente de l’Association Nationale des Entreprises du Zaïre (ANEZA), l'actuelle Fédération des entreprises du Congo (FEC), pour la province du Katanga. Initiatrice de Protection Enfant-sida dont elle est présidente, elle est primée en 2009 par l'Arasa.
Sur les questions des droits des femmes, Kandolo devient membre de women's international league for peace and freedom (WILPF), puis cadre permanent en 2005 de la concertation de la femme congolaise (CAFCO).
Elle est comptée parmi les rédacteurs et signataires du Manifeste du citoyen congolais « ESILI » déclarant à Paris la fin du pouvoir de Joseph Kabila. Léonnie Kandolo est également parmi les organisateurs des marches du comité laïc de coordination (CLC), et en même temps porte-parole de ce mouvement, qui exige la tenue des élections en décembre 2018 en RDC, de ce fait, elle vit près de treize mois en clandestinité, à la suite du mandat de justice émis à l'encontre des organisateurs des marches du CLC, jusqu'à l'arrivée au pouvoir de Félix Tshisekedi,,,,. En 2020, elle est nommée par Félix Tshisekedi membre du groupe consultatif des « femmes d’exception ».

### Politique
Le 29 mai 2024, Léonnie Kandolo est nommée ministre du Genre, de la Famille et des Enfants, au sein du gouvernement Suminwa,  succédant à Mireille Masangu Bibi Muloko, elle a la responsabilité d’exécuter la stratégie nationale de lutte contre toutes les formes des violences basées sur le genre,.